# Ramen

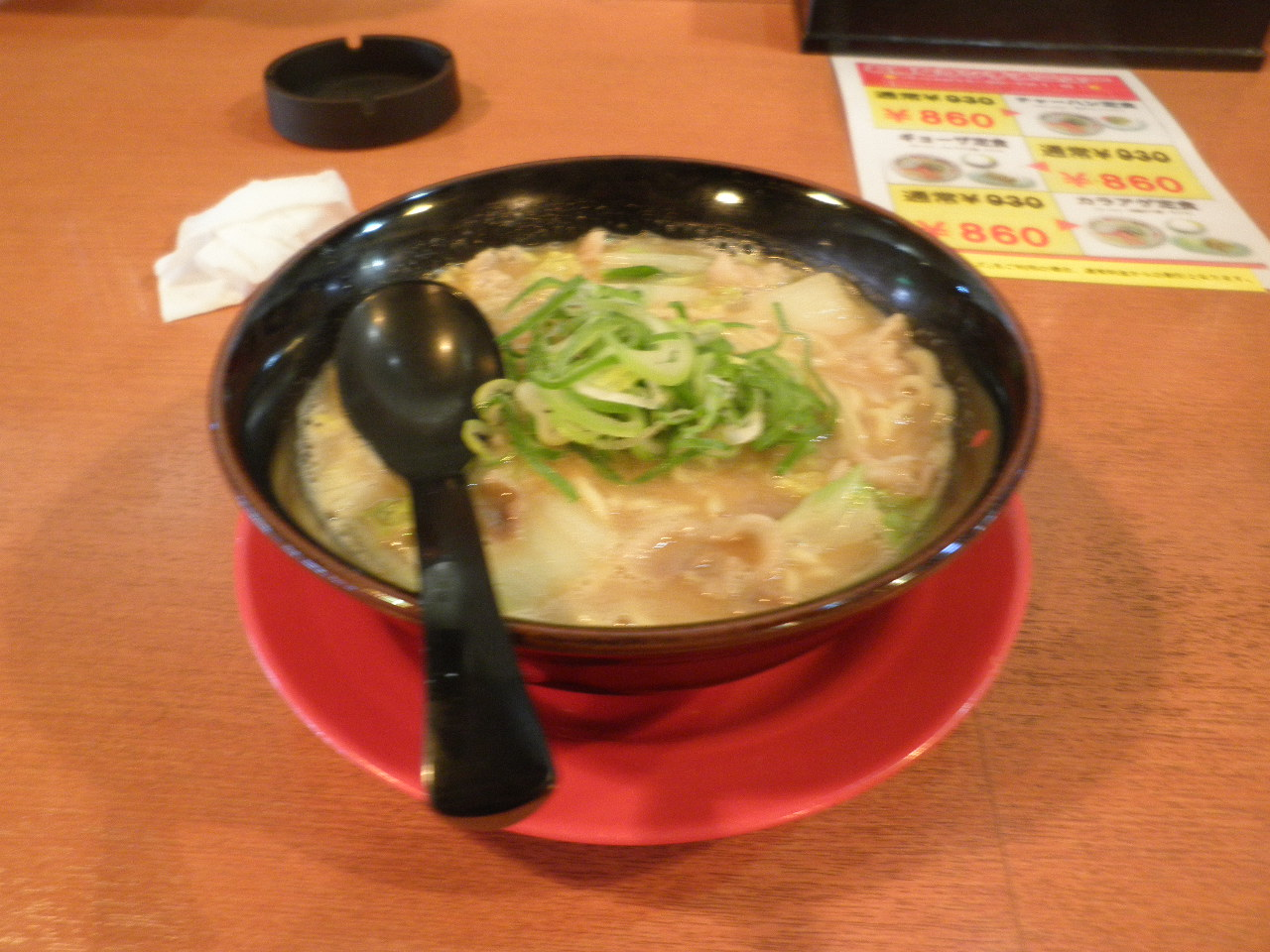
Ramen

Ramen (japanska: ラーメン?, rāmen info, /ɺaːmɛn/) är en japansk nudelsoppa. Den är en variant av den kinesiska nudelsopprätten lā miàn (拉麵), nudlar gjorda på vetemjöl, ägg, salt och vatten, serverade tillsammans med en uppsjö av olika ingredienser. Ramen har blivit ordentligt integrerad i det japanska köket och många regionala variationer existerar. Varje prefektur har i princip sina egna varianter med egna ingredienser.
Det finns i huvudsak fyra typer av ramen: shoyu (sojasås), miso, tonkotsu (fläskben) och shio (salt). Dessa fyra smaker är en beskrivning av soppan samt buljongen (タレ eller かえし) som utgör ramen. Olika regioner i Japan är kända för olika typ av ramen: Sapporo för misoramen, Fukuoka (Hakata) för tonkotsuramen och Tokyo för sin shoyuramen.
Ramen säljs vanligtvis i matstånd eller små ramenrestauranger. Den äts också ofta i hemmet och köps då färdig i affär, s.k. instant ramen. De två största instant ramen-märkena är Maruchan och Nissin. I Japan förekommer instant ramen främst i form av cup ramen – en plast- eller frigolitkopp som förutom nudlar och buljongpulver vanligen innehåller ett antal frystorkade ingredienser.
Ramen äts huvudsakligen med ätpinnar. Endast buljongen äts med sked, om man inte vill dricka den direkt ur skålen. 

## Varianter av ramen

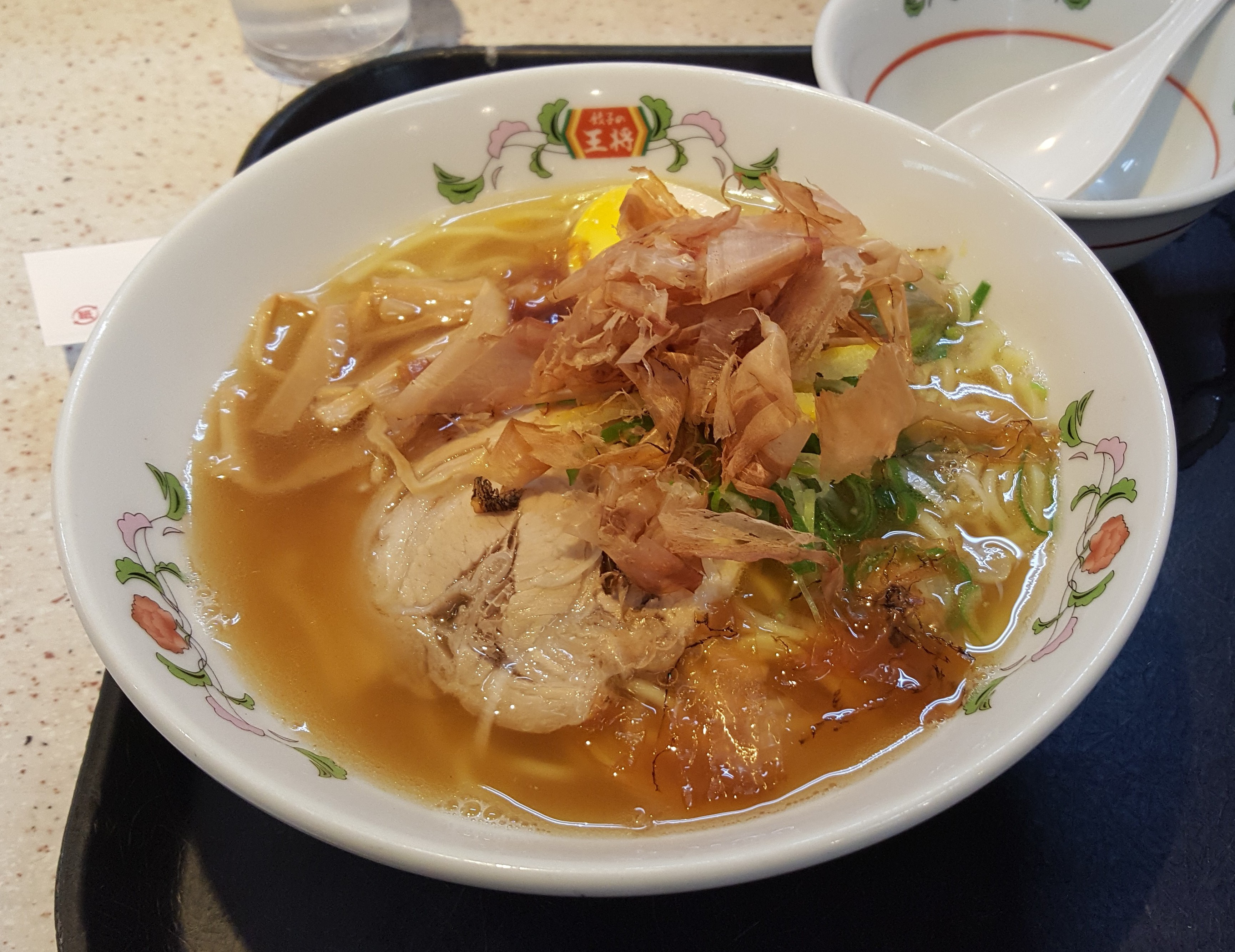
Shōyu ramen

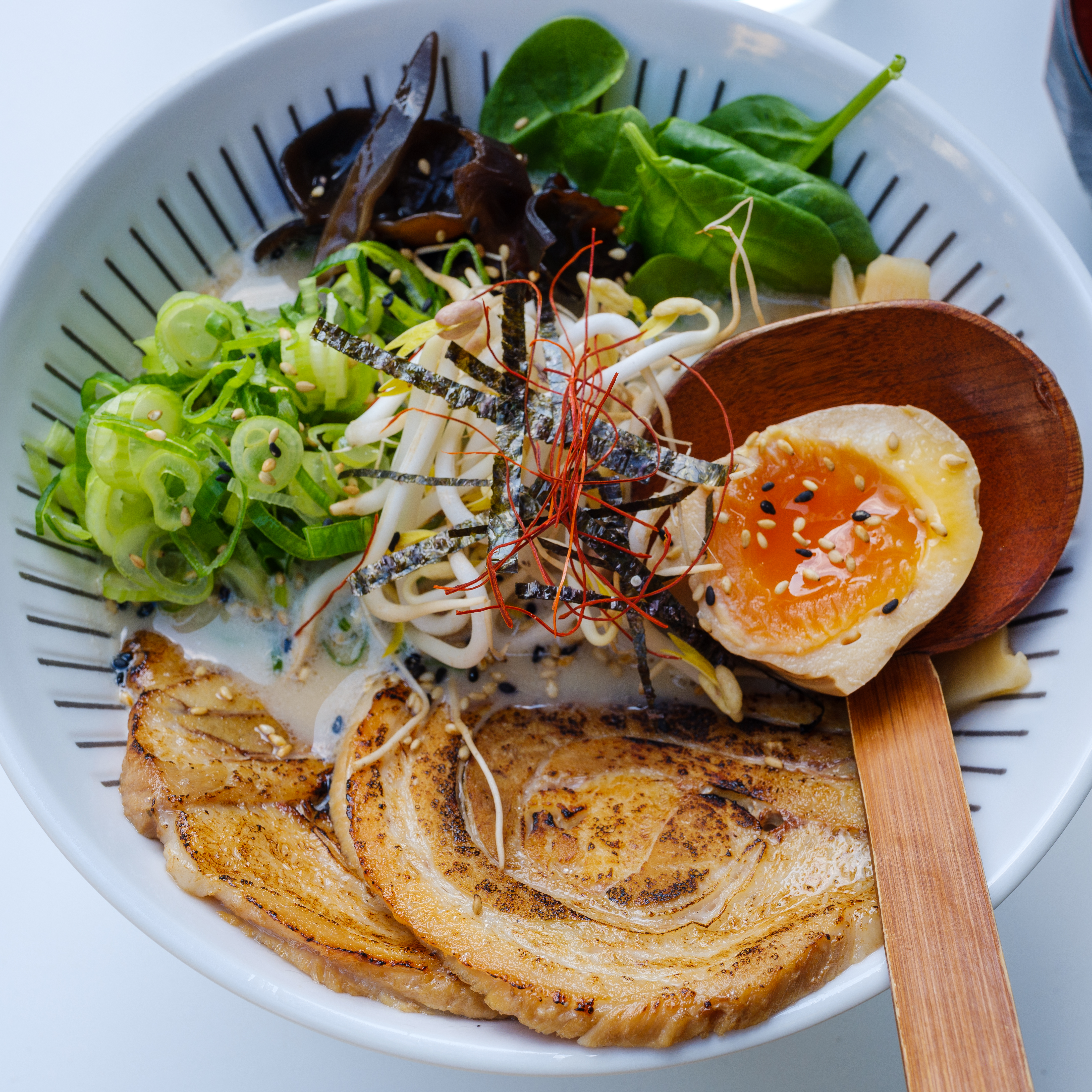
Tonkotsu ramen

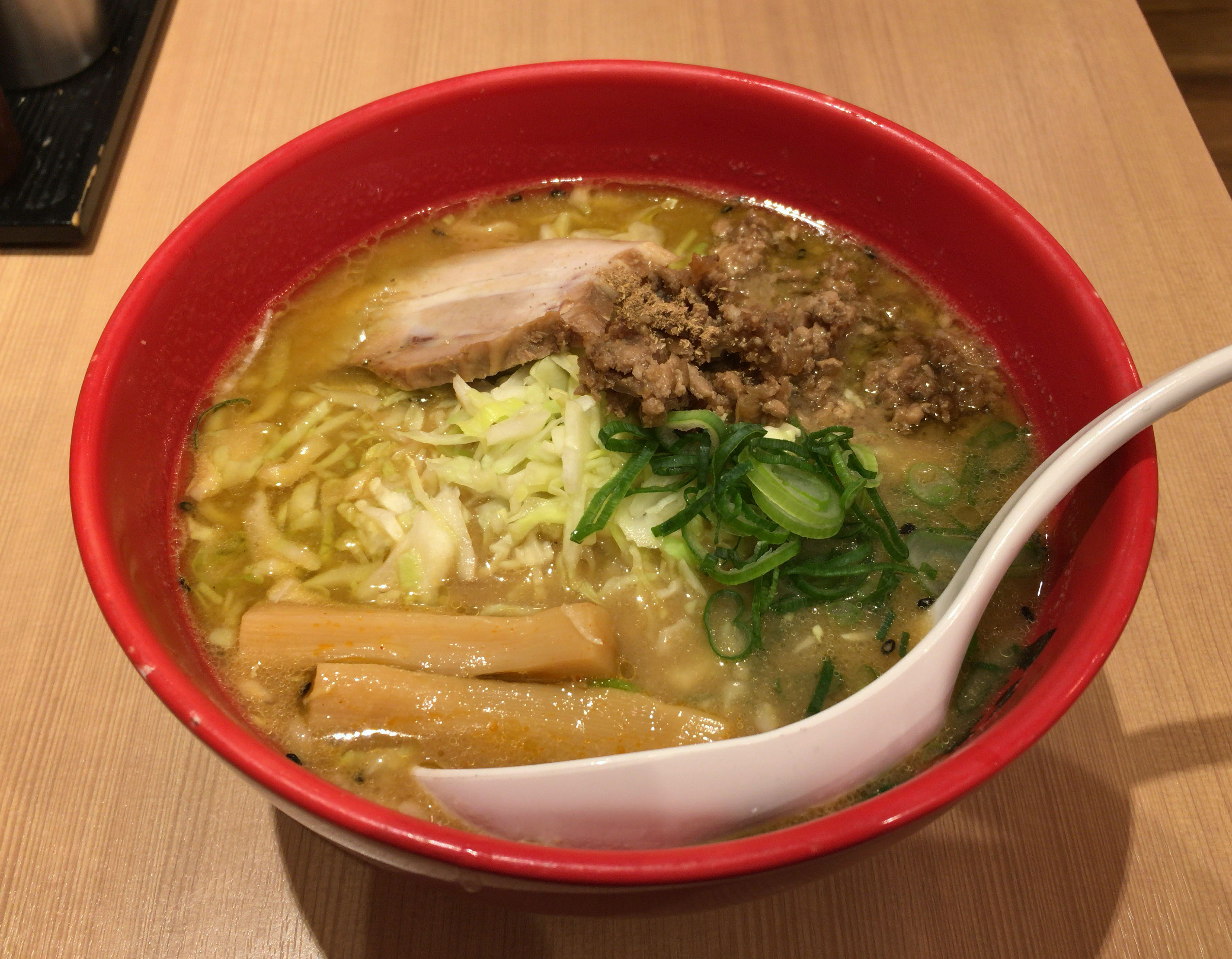
Miso ramen

- Tokushima-ramen (från Tokushima, Tokushima)
- Hakata-ramen (från Fukuoka, Fukuoka)
- Sapporo-ramen (från Sapporo, Hokkaido)
- Tokyo-ramen (från Tokyo)
- Yokohama-ramen (från Yokohama, Kanagawa) även kallad Ie-kei ramen (家系ラーメン）
- Wakayama-ramen (från Wakayama, Wakayama)
- Kitakata-ramen (från Kitakata, Fukushima)
- Asahikawa-ramen (från Asahikawa, Hokkaido)
- Hakodate-ramen (från Hakodate, Hokkaido)
- Takayama-ramen (från Takayama, Gifu)
- Kyoto-ramen (från Kyoto, Kyoto)
- Kumamoto-ramen (från Kumamoto, Kumamoto)